# Claude Carrère
Pour les articles homonymes, voir Ayot et Carrère.
Claude Ayot dit Claude Carrère, né le 21 décembre 1930 à Clermont-Ferrand (Puy-de-Dôme) et mort le 9 avril 2014 à Paris, est un compositeur, parolier, chanteur et producteur de musique français.

## Biographie

### Ses débuts
Au départ chanteur, il anticipe, à la fin des années 1950, que le marché du disque peut entraîner de grandes ventes chez les plus jeunes. En 1957, il regarde comment évolue le marché du disque américain, et découvre le rock 'n' roll et la musique country, genres musicaux qui n'existent pas encore en France. Il ne pourra pas s'avancer lui-même en tant que chanteur, ayant presque 30 ans. Il mise sur des interprètes jeunes qu'il va rechercher en région parisienne : chanteurs ou chanteuses de bal, de bars, de cirques, ou vendeurs ou vendeuses en commerces, et qui présentent bien, avec de vagues standards de la beauté à l'époque, saupoudré de « mode Américaine », histoire de faire rêver, en reprenant toujours le récurrent rêve américain très en vogue à l'époque. Le principe, ensuite, est de changer le « look » de ces jeunes, de les coiffer « branchés », pour qu'ils présentent « bien », sur les plateaux de télévisions ou les scènes de music-hall. Ensuite, il sait qu'il lui faudra trouver un associé (en l'occurrence, Jacques Plait), composer des chansons, et les musiques de ces dernières. Les jeunes qu'il va choisir seront ainsi les avatars de lui-même : à la SACEM, c'est lui qui recevra les droits d'auteurs et de compositeurs, et contrairement à une idée reçue chez le public, les interprètes ne recevront pas grand-chose. Pour composer les « tubes » à la mode, il regardera souvent les émissions télévisées de variétés de la BBC, et suivra l'actualité du disque en Amérique pour trouver et composer des airs et chansons similaires, adaptées à la France, ou simplement réalisera des adaptations de chansons américaines en français, tout en passant des accords avec les auteurs et compositeurs américains, ou britanniques. Il misera surtout sur le disque 45 tours, plus commercial, un album en LP 33 cm arrivant au bout de un ou deux ans.
Au départ, ces « jeunes poulains » ou « recrues » ne devaient avoir du succès que quelques années, mais avec les fans clubs, les passages très fréquents à la télévision et à la radio, les nombreux articles dans la presse dite « pour jeunes », certains de ces artistes vont durer plus longtemps qu'il ne pouvait l'espérer, comme Sheila, ou Claude François.

### Le disque
Il s'associe à Jacques Plait et lance en 1962 une jeune chanteuse qu'il nommera Sheila. Il lui écrit son premier tube : L'école est finie puis les paroles pour Vous les copains, je ne vous oublierai jamais et ensuite, jusqu'en 1982, toute une longue série de tubes et de succès comme Les Rois mages (paroles) ou Les Gondoles à Venise(paroles).
Jusqu'en 1967, il travaille comme producteur indépendant pour Philips. En octobre 1967, il fonde son propre label : Disques Carrère, dont les productions sont distribuées par Philips jusqu'en 1972.
Il décide en octobre 1972 de devenir le distributeur de ses propres productions en fondant le label Distribution Carrère.
Au cours des années 1970, il produit et distribue les disques de Dalida, Claude François, Linda de Suza, Sacha Distel et Gérard Lenorman.
Au milieu des années 1970, il est l'un des premiers producteurs français à croire au succès de la musique disco, et oriente sa production dans ce style. D'abord en faisant enregistrer des adaptations françaises de chansons disco internationales comme Doctor's Orders de Carol Douglas qui devient en français C'est le cœur (Les ordres du docteur) par Sheila, puis en distribuant en France les disques du groupe Boney M. Par contre, il est au départ rétif au fait que Sheila, qui vient de sortir un succès avec une chanson pour enfants L'arche de Noé (Adaptation de Sei forte papa de Gianni Morandi) enregistre son premier titre disco en anglais Love Me Baby avec le groupe B.Devotion, mais finit par accepter devant l'insistance de cette dernière.
Il lance aussi en 1979 avec Daniel Vangarde, le groupe disco franco-antillais Ottawan qui cartonne successivement avec D.I.S.C.O. et T'es OK, mais aussi dès 1975 La Compagnie Créole dont la musique s'apparente au disco mais surtout au zouk, et dont le premier succès véritable C'est bon pour le moral n'intervient qu'au printemps 1983.
En 1980, Jean-Jacques Goldman, qui est alors séparé du groupe Taï Phong, mais qui tente en vain de percer en solo depuis quatre ans en ayant déjà sorti quatre 45 tours chez WEA sans succès, se rend dans son bureau, déterminé à ne pas sortir un énième 45 tours, mais un premier album 33 t. Claude Carrère veut bien le signer, mais insiste pour qu'il sorte, avant son premier album, un 45 tours qui devienne un tube. Dans ces conditions, Jean-Jacques Goldman refuse le contrat avec lui et signe finalement un contrat chez Epic Records, label affilié à CBS en 1981 où sort son premier album, comprenant son premier tube Il suffira d'un signe.
Dans les années 70 et 80, en plus de lancer de nouveaux artistes, comme Ringo, Linda De Suza ou le groupe d'enfants Mini-Star (en co-production avec René Alain Guitton) par exemple, il récupère sur son label des artistes victimes auparavant de ruptures de contrat comme Monty, Hervé Vilard d'abord puis Dalida, Claude François, Gérard Lenorman, Julie Pietri ou encore Rika Zaraï et Marie-Paule Belle, et même en 1984 Brigitte Fontaine et Areski pour le 45 tours dont elle chante la face A Les filles d'aujourd'hui et dont il chante la face B La dérive.
À la même époque, toujours côté disques, il tente de lancer aussi des personnalités du spectacle plus connues dans d'autres domaines que la chanson. En 1974, Jean-Christian Michel, qui vient de quitter le groupe Barclay, négocie son catalogue General Records et publie Ouverture spatiale puis, deux ans après, Port-Maria. Danièle Gilbert sort deux 45 tours chez lui, Sophie Favier en sort également un en 1984, quant à Patrice Laffont et Bénédicte Galey, ils sortent Je déchiffre ses lettres en 1986. Sa plus grande réussite dans cette catégorie d'artistes reste la co-production avec Yves Roze, alias le chanteur Jean-François Michaël, du premier album et des cinq premiers 45 tours de la princesse Stéphanie de Monaco, dont le premier 45 tours Ouragan dépasse le million d'exemplaires vendus en France mais est aussi un succès international en 1986.

### L'édition de livres et la production d'émissions pour la télévision
Dans les années 80, il s'associe aussi aux éditions Michel Lafon et fait publier des livres d'artistes produits sur son label, comme La Valise en carton de Linda De Suza ou Ma médecine naturelle de Rika Zaraï qui sont de gros succès en librairies.
En 1986, il fonde Carrère Télévision qui devient l'une des plus grandes sociétés de production et distribution de programmes pour la télévision, à qui l'on doit Intervilles, Avis de recherche, La Roue de la fortune, Boumbo, etc.
Investissant toujours sur des artistes adolescents, il lance en 1984 en co-production avec René Alain Guitton le groupe d'enfants Mini-Star qui cartonne dès le premier 45 tours Danse autour de la Terre. En 1986, il distribue d'abord en France au printemps, le 45 tours de la jeune chanteuse belge Sandra Kim, alors âgée de 13 ans (Bien qu'elle avoue en avoir quinze), comprenant le titre J'aime la vie avec lequel elle vient de gagner le concours de l'Eurovision pour la Belgique, puis à l'automne, lance également, en co-production avec Georges Mary, la chanteuse Elsa dont le 45 tours T'en va pas est également un énorme succès ; ce sera, toutefois, le seul disque qu'elle sortira chez lui. En 1989, avec Orlando, il produit également la jeune chanteuse belge Melody dont le 45 tours Y’a pas que les grands qui rêvent est l'une des meilleures ventes de l'année en France.
En 1995, Carrère Télévision est renommée Carrere Group et s'ouvre notamment à la production de films d'animation tels que Kirikou et la Sorcière, de séries telles que Maigret, Le juge est une femme, Ma voyante préférée, et de magazines tels que C'est pas sorcier ou Arrêt sur images.

### Procès et polémiques

#### Procès avec Sheila
En 1983, Sheila décide de se produire seule et signe un contrat de « conseillère artistique » avec Carrère. Mais des tensions croissantes entre elle et son découvreur mènent à son licenciement en 1995, pour « suppression de poste ». La chanteuse porte l’affaire aux prud'hommes de Bobigny qui, le 9 mai 1996, condamnent la société Carrère à verser 4,3 millions de francs à Sheila pour « licenciement abusif ». Sheila l'accusera de trahison, d'escroquerie et de manipulation (c'est lui qui avait fait courir le bruit qu'elle était un homme, en suite d'une déformation volontaire et concertée de propos tenus par Gérard de Villiers lors d'une interview) et de s'être grandement enrichi sur son dos. 
Pour d'autres artistes, comme Linda de Suza, le constat sera le même. 

#### Délit d'initié
En juillet 2012, l'AMF (Autorité des marchés financiers) lui inflige une amende de 1,6 million d'euros (l'une des plus importantes jamais infligées par cette autorité de contrôle), pour délit d'initié et manquement au devoir d'information des actionnaires. Une action judiciaire, intentée par ces derniers, est en cours[Quand ?] pour obtenir réparation du préjudice subi.

### Vie privée
Claude Carrère a deux fils prénommés Axel et Romain.
Claude Carrère décède à 83 ans le 9 avril 2014 dans le 8e arrondissement de Paris,. Son corps est incinéré au crématorium du Père-Lachaise et l'urne a été remise à la famille. Les obsèques ont eu lieu le 12 avril à l'église Saint-Augustin de Paris, où plusieurs personnalités du milieu de la production et des arts étaient présentes.

## Artistes sous le label Claude Carrère
- Sheila (1967 - 1985) (A noter qu'il a découvert, en 1962, cette artiste avec le producteur Jacques Plait et a produit ses disques entre 1962 et 1967, mais à l'époque, n'ayant pas encore créé son propre label, les artistes et les disques qu'il produisait l'étaient aussi sous contrat chez Philips).
- Les Guitares (1963 - 1968) Groupe accompagnant Sheila sur scène pour sa première tournée d'été 1964 et ses enregistrements qui suivront. Le groupe sortira 2 EP 45 t - instrumentaux (Carrère et Plait).
- Marie-Paule Belle (1981-1989) Trois albums studio (Mon premier album et Paris, fais-toi faire un lifting en 1982, Sur un volcan en 1985, un album En public en 1983, et huit 45 tours : J'avais rêvé d'un monde (Du feuilleton Dickie-Roi, 1981), La biaiseuse (1982), Paris, fais-toi faire un lifting (1982), J'ai la clef (1983), La vie facile (1983), Les oiseaux bleus (1985), L'aventurière (1986), Mini-Minitel (1987). Durant cette période, Marie-Paule Belle sortira tout de même en 1982 un 45 tours chez Philips Marie-Paule Belle chante Philips reprenant son grand succès La parisienne tourné sous forme de slogans publicitaires pour les produits de la marque hollandaise.
- Brigitte Fontaine et Areski Belkacem : (1984) 45 tours avec en face A Les filles d'aujourd'hui chanté par Brigitte Fontaine et en face B La dérive chanté par Areski Belkacem.
- Hervé Vilard (1970 - 1974)
- Santiana (Jean-Pierre d'Amico) : Je t'avais juré de t'aimer,  Petite femme (1974) - Miss America,  Mal d'amour mal de toi, (1975) -  Et pourtant je t'aime (1976).
- Jean-Christian Michel distribution catalogue General Records (1974 - 1980)
- Julie Bataille (1975-1976) : Lancée au moment où Sheila est enceinte de son fils Ludovic. Il co-produit avec Jim Larriaga ses trois premiers 45 tours : Pas besoin d'éducation sexuelle (1975), La petite minette (1975) et Tu es la plus belle (1976).
- Claude François (1977-1978), seulement la distribution du label Flèche. Ses cinq derniers 45 tours (Je vais à Rio, Toi et le soleil, C'est comme ça que l'on s'est aimé, Magnolias for ever et Alexandrie, Alexandra.) et ses deux derniers 33 tours 30 cm (Magnolias for ever et Je vais à Rio.)
- Ringo (1971 - 1979), dont le mariage avec Sheila en 1973 fera l'objet de publicité de la part de Claude Carrère, à l'encontre de la volonté des intéressés. (Carrère résiliera d'ailleurs le contrat de Ringo du jour au lendemain, à la suite du divorce de celui-ci avec Sheila.)
- Art Sullivan (1972 - 1978)
- François Valéry : Toutes les chansons d'amour sont tristes (juin 1975), Dormir avec toi (mars 1976)
- Roméo (1972 - 1976)
- Patrick Topaloff (De manière épisodique en 1975 - Seulement deux 45 tours)
- Karen Cheryl (1975 - Ses trois premiers 45 tours)
- Corinne Hermès (1979, pour son premier 45 tours, enregistré sous le nom de Corinne Miller et comprenant les deux chansons : Le blouson gris et La ville où je vis).
- Sacha Distel (1975 - 1985)
- Elsa (1986) pour le titre T'en va pas en coproduction avec le label Georges Mary.
- Al Bano et Romina Power (1976 - 1985)
- La Compagnie créole (1976 - 1990) en coproduction avec le label Zagora, fondé par le producteur Daniel Vangarde.
- Shake (1976 - 1982)
- Dalida (1978 - 1987) (Production Orlando / IS International Show)
- Blues Trottoir (1987-1991). Groupe signé pour combler une période de vide dans sa production uniquement, le titre Un soir de pluie, très jazzy et mélancolique, qui deviendra par ailleurs le seul grand succès de ce groupe, n'étant absolument pas représentatif du reste de la production de son label.
- Véronique Jannot (1988-1990)
- Gérard Lenorman (1978 - 1982)
- Linda de Suza (1978 - 1987)
- Sébastien El Chato (1978-1979 et 1987-1990)
- Melody (1989 - 1993)
- Mini-Star (1984-1987)
- Régine (1979 - 1980)
- Ottawan (1979 - 1989)
- Daniel Guichard (Deux 45 tours en 1979 et 1980)
- Dick Rivers (1980 - 1981)
- Jean Schultheis (1981 pour Confidence pour confidence 1983 et 1987 pour Va te faire voir)
- Stéphanie de Monaco (1986-1987). (Album Besoin à l'automne 1986 et les 5 45 tours extraits : Ouragan (Sorti préalablement à l'album, soit en mars 1986), Flash (Automne 1986), Fleurs du mal (Hiver 1986-1987), Live your life (1987), Young ones everywhere (1987), 45 tours dont une partie des ventes ont été reversées à l'Unicef. En coproduction avec Julisa, label appartenant à Yves Roze, alias le chanteur Jean-François Michael.
- Sofie Kremen (1984)
- Annie Philippe (1978) (Pour le 45 tours Appelle Jack, en coproduction avec AB Productions) , puis en 1988 (Pour le 45 tours Qu'est-ce que tu deviens ?) en coproduction avec Ibach
- Julie Pietri (1981 - 1985) (Sous le nom de Julie) (Pour les 45 tours Let's fall in love en 1981, Je veux croire et Et c'est comme si en 1982, Amoureux fous en duo avec Herbert Léonard en 1983, Ma délivrance, Dernier appel et Tora Tora Tora en 1984. Ce dernier 45 tours sorti tout d'abord en début d'année 1985, avec Tora Tora Tora en face A, adaptation écrite par Jean-Michel Bériat de Tora tora tora du groupe italien Numero Uno, et en face B A force de toi, adaptation écrite par Julie Pietri elle-même avec Jean-Michel Bériat de I should have known better de Jim Diamond, sera réédité durant l'été 1985, avec les chansons des deux faces inversées, A force de toi devenant la face A du disque et Tora Tora Tora la face B, car I should have known better de Jim Diamond, dont A force de toi est la version française est édité en France, quelques mois après sa sortie dans son pays d'origine, l'Écosse. Julie Pietri sort également, sous le nom de Julie une compilation Best of Disque d'or, en 1985, son seul 33 tours sur ce label, reprenant l'essentiel des chansons sorties préalablement en 45 tours, et marquant la fin de son contrat.).
En 1982, elle y sort le 45 tours Et c'est comme si, qui est l'adaptation française écrite par elle-même de la chanson I go to sleep écrite et composée par Ray Davies, et enregistrée en 1964 par le groupe The Kinks sur une démo inédite jusqu'en 2004, mais popularisée par Peggy Lee en 1965, puis reprise par le groupe The Pretenders en 1981, version de laquelle l'adaptation française par Julie Pietri s'inspire. Mais comme il s'oppose à ce que la chanteuse écrive elle-même ses propres textes de chansons, Claude Carrère lui impose en face B la chanson Les Oiseaux de l'aube blanche, qui est l'adaptation française écrite par le producteur auteur-compositeur-interprète Jean-Patrick Teyssaire, sous le nom de Jean Cougaret, de la chanson Tender silence of the night, enregistrée en 1979 par Sheila avec son groupe disco B. Devotion Black Devotion, en face B de leur 45 tours No no no no, et dont Claude Carrère lui-même est l'un des auteurs-compositeurs, sous le pseudonyme de Paul Racer.
- Rika Zaraï (1985 - 1986)
- Sabine Paturel (1985-1988) pour, entre autres, les 45 tours Les Bêtises, Maladie d'Été
- Amanda Lear (1986-1990)
- Mireille Mathieu (1988-1995) (le dernier album sorti en 1995 est sorti sous le label lié à Claude Carrère : East-West)
- Renaud Siry (1981-1982) pour deux 45 tours Chanson bleu-marine/Cinecitta et Help Michelle)
- Gloria Gaynor (1985) pour un 45 tours My Love is Music (en distribution sur label Stars Only Records)
- Véronique de Villèle et Davina Delor (Alias Véronique et Davina) (1982-1984) pour 3 45 tours : Celui comprenant l'indicatif de l'émission Gym Tonic (1982), mais aussi celui comprenant la chanson Les filles canon (1983) et un troisième comprenant C'est la forme ! (1984) Ainsi que pour deux albums liés à l'émission Gym Tonic.
- Saxon, groupe de Heavy Metal britannique (1979-1984)